# Tetraodon
Pour les articles homonymes, voir Tétraodon.
Genre
Le genre Tetraodon (du grec ancien tetra, quatre et odous, dent) regroupe des poissons marins ou dulçaquicoles de la famille des Tetraodontidae.
Dans le langage courant, on utilise souvent le mot Tétraodon (avec un accent aigu) pour parler de diverses espèces de la famille Tetraodontidae qui ne sont pas forcément dans le genre Tetraodon (Voir Tétraodon).

## Spécificités
Ils sont principalement connus pour deux raisons :
- Ils sont très toxiques et sont responsables de tétrodotoxisme qui provoque chaque année de nombreux décès, notamment au Japon où leur consommation est très prisée.
- Ils sont capables de se remplir d'eau ou d'air lorsqu'ils sont inquiétés, d'où leur surnom de poisson boule ou poisson globe.

Ils n'ont pas de piquants, ce qui les distingue des Diodontidae qui en ont.

## Espèces
- Tetraodon abei Roberts, 1998
- Tetraodon baileyi Sontirat, 1989
- Tetraodon barbatus Roberts, 1998
- Tetraodon biocellatus Tirant, 1885 -- (us: Eyespot pufferfish ou Figure 8 pufferfish)
- Tetraodon cambodgiensis Chabanaud, 1923
- Tetraodon cochinchinensis (Steindachner, 1866)
- Tetraodon cutcutia Hamilton, 1822 -- (us: Ocellated pufferfish ou Common pufferfish)
- Tetraodon duboisi Poll, 1959
- Tetraodon erythrotaenia Bleeker, 1853 -- (us: Red-striped toadfish)
- Tetraodon fluviatilis Hamilton, 1822 -- (us: Green pufferfish)
- Tetraodon implutus Jenyns, 1842
- Tetraodon kretamensis Inger, 1953
- Tetraodon leiurus Bleeker, 1851
- Tetraodon lineatus Linnaeus, 1758 -- (us: Nile pufferfish ou fahaka pufferfish)
- Tetraodon mbu Boulenger, 1899 -- (us: Giant freshwater pufferfish)
- Tetraodon miurus Boulenger, 1902
- Tetraodon nigroviridis Marion de Procé, 1822 -- (us: Spotted green pufferfish)
- Tetraodon palembangensis Bleeker, 1852 -- (us: King Kong pufferfish ou humpback pufferfish)
- Tetraodon pustulatus Murray, 1857 -- (us: Redline pufferfish)
- Tetraodon sabahensis Dekkers, 1975
- Tetraodon schoutedeni Pellegrin, 1926
- Tetraodon suvattii Sontirat, 1989
- Tetraodon waandersii Bleeker, 1853

## Liste des noms vernaculaires
- Poisson ballon
- Poisson globe ou Fugu

Ne pas confondre avec les noms vernaculaires des Diodontidae (qui ont des piquants) :
- Poisson hérisson